# Lizzy Caplan
Lizzy Caplan (ur. 30 czerwca 1982 w Los Angeles) – amerykańska aktorka. Pojawiła się m.in. w filmach Wredne dziewczyny, Projekt: Monster i Wieczór panieński. Zagrała jedną z głównych ról w serialu Masters of Sex.

## Filmografia
- 1999–2000: Luzaki i kujony (Freaks and Geeks) jako Sara
- 2000: From Where I Sit jako Lily
- 2001, 2003: Tajemnice Smallville (Smallville) jako Tina Greer (gościnnie)
- 2002: Kwaśne pomarańcze (Orange County) jako dziewczyna na przyjęciu
- 2002: Everybody's Doing It jako Angela
- 2003: Hardcore Action News jako Lizzy Lyons
- 2003: The Pitts jako Faith Pitt
- 2004: Wredne dziewczyny (Mean Girls) jako Janis Ian
- 2005: Prawdziwe powołanie (Tru Calling) jako Avery Bishop (gościnnie)
- 2005–2006: Related jako Marjee Sorelli
- 2006: Love Is the Drug jako Sara Weller
- 2006–2007: Nasza klasa (The Class) jako Kat Warbler
- 2007: Crashing jako Jacqueline
- 2008: Dziewczyna mojego kumpla (My Best Friend's Girl) jako Ami
- 2008: Projekt: Monster (Cloverfield) jako Marlena Diamond
- 2008: Czysta krew (True Blood) jako Amy Burley
- 2009: Ścigani, alternatywny tytuł Przeprawa (Crossing Over) jako Marla
- 2009–2010: Melanż z muchą (Party Down) jako Casey Klein
- 2010: 127 godzin (127 Hours) jako Sonja
- 2011: High Road jako Sheila
- 2012: Dobra partia (Save the Date) jako Sarah
- 2012: Queens of Country jako Jolene Gillis
- 2012: Jess i chłopaki (New Girl) jako Julia
- 2012: Wieczór panieński (Bachelorette) jako Gena
- 2012: 3, 2, 1... Frankie w sieci (3,2,1... Frankie Go Boom) jako Lassie
- 2013–2014: Wirtualna liga jako Rebecca Ruxin
- 2013–2016: Masters of Sex jako Virginia Johnson
- 2014: Wywiad ze Słońcem Narodu (The Interview) jako agentka Lacey
- 2015: Cicha noc (The Night Before) jako Diana
- 2016: Iluzja 2 (Now You See Me 2) jako Lula
- 2016: Sprzymierzeni jako Bridget Vatan
- 2017: The Disaster Artist jako Lizzy Caplan